# Basilica di Santo Stefano in via Latina

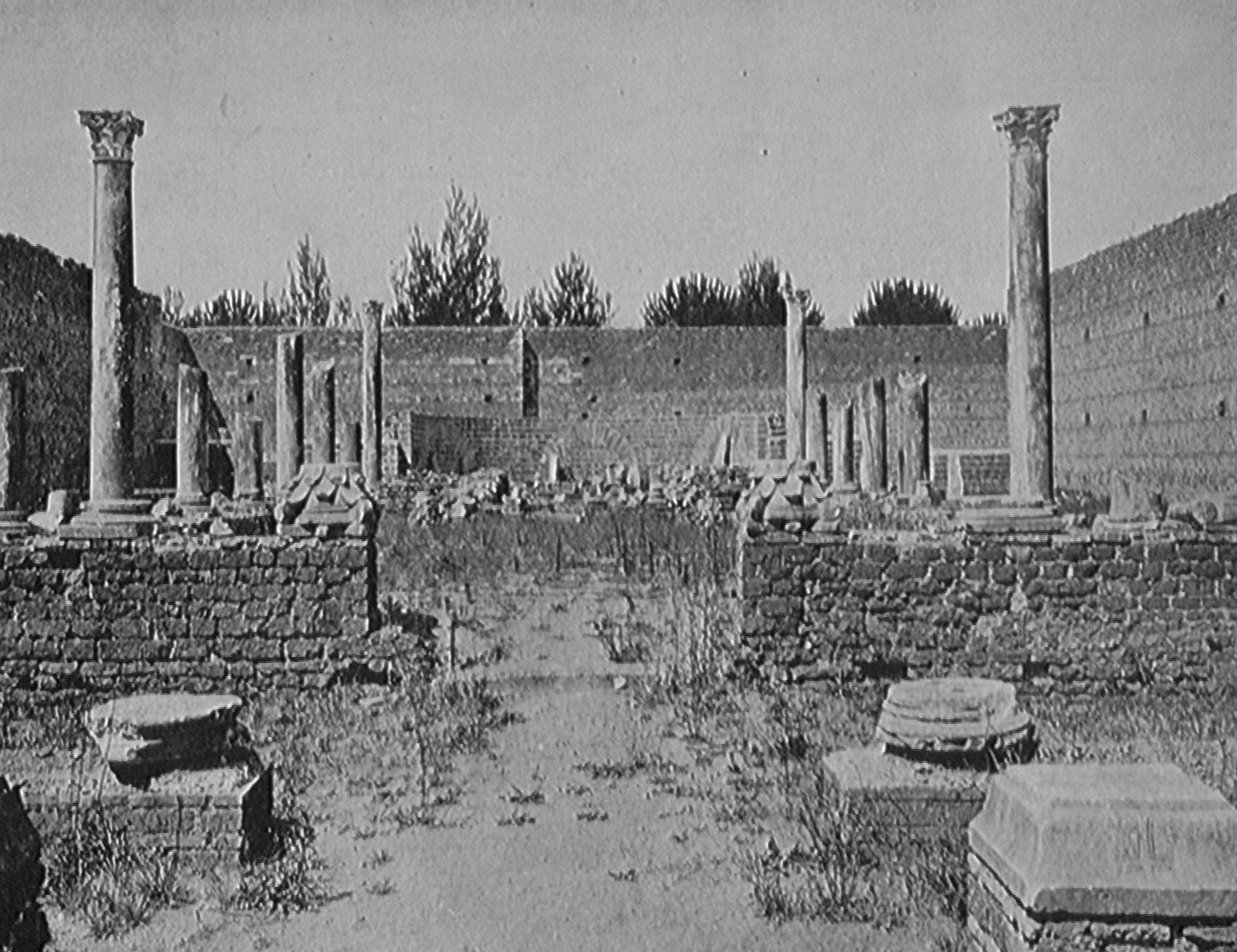
Santo Stefano in Via Latina, resti parzialmente ricostruiti, 1911

La basilica di Santo Stefano in Via Latina era una basilica cristiana del V secolo, eretta sul sito di una villa suburbana al terzo miglio della Via Latina, davanti alle mura della città di Roma, di cui oggi rimangono solo le fondamenta e poche colonne.

## Storia
La basilica fu eretta su di una villa suburbana nel V secolo, sotto papa Leone I (440-461). Si trovava fuori dalla città, al terzo miliare di Via Latina, oggi all'interno del Parco archeologico delle Tombe di via Latina, all'angolo tra l'antica Via Latina, che attraversa il parco, e le odierne Via Demetriade e Via Grottaferrata.

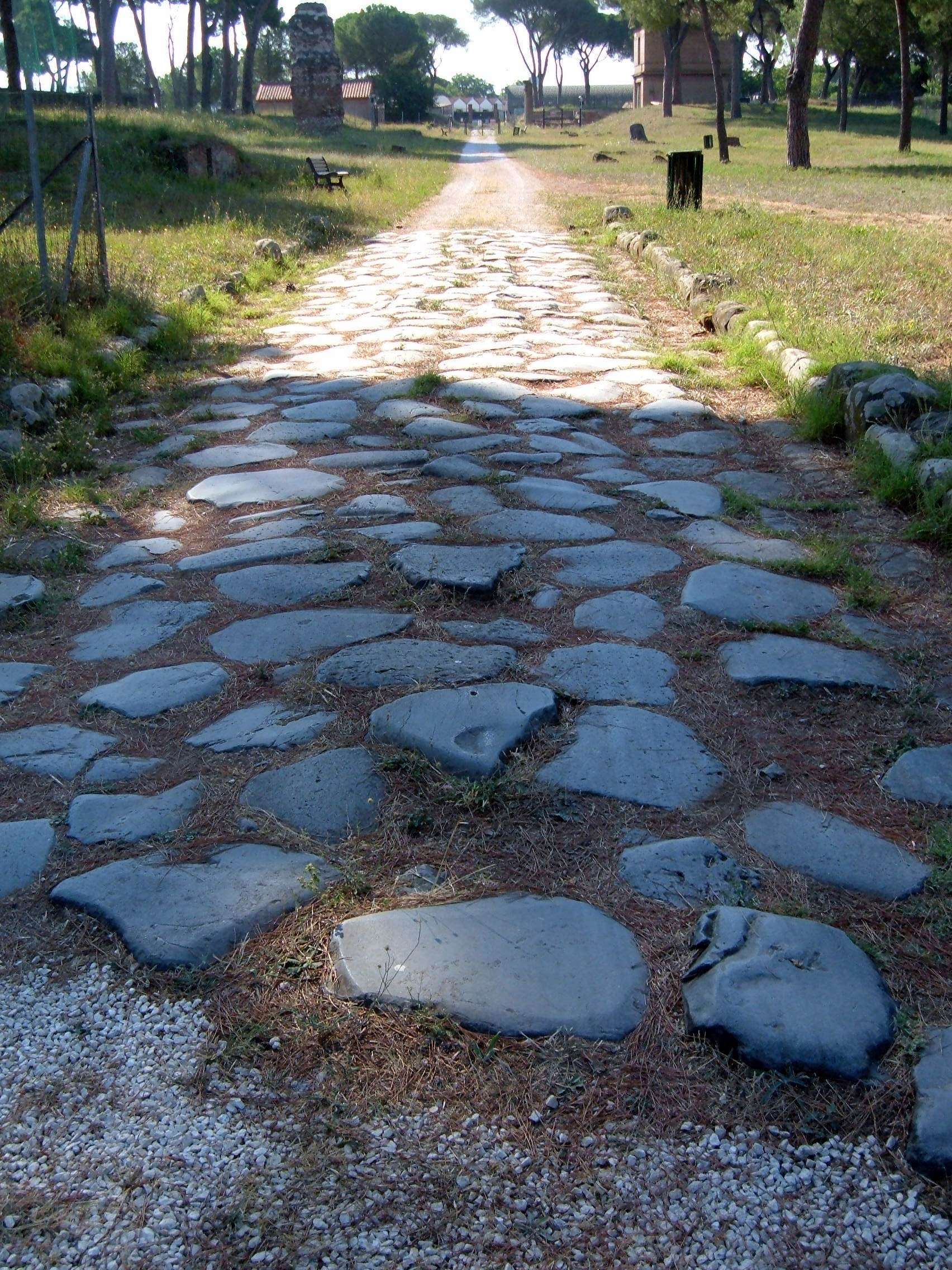
Pavimentazione in basalto dell'antica Via Latina (II secolo) all'interno dell'odierno Parco archeologico delle Tombe di Via Latina

Dal Liber Pontificalis si evince che la chiesa fu fondata da una Demetrias su di una sua proprietà, dopo essersi convertita al cristianesimo; un'iscrizione edilizia ritrovata durante gli scavi nel 1858 dà il nome di Amnia Demetrias. Si tratta probabilmente di Demetriade, figlia di Anicio Ermogeniano Olibrio, console dell'anno 395; ella fuggì in Nord Africa quando Alarico I invase l'Italia nel 410, e lì si convertì al cristianesimo e fu in vivace scambio con Agostino d'Ippona, Pelagio e Girolamo. Dopo la sua morte, secondo l'iscrizione, papa Leone I diede inizio alla costruzione della chiesa, seguendo le ultime volontà della donatorice. Un presbitero Tigrino sovrintendeva alla costruzione, che fu realizzata con i fondi del fondatore e fu probabilmente edificata sulla proprietà della famiglia aristocratica romana degli Anicii, molto influente nella tarda antichità.
Papa Leone III (795-816) fece rinnovare i tetti della basilica, mentre papa Leone IV (847-855) la dotò di nuovi paramenti liturgici e paliotti. Dopo di che non si parla più di Santo Stefano in Via Latina. Essendo la basilica lontana dai centri abitati dell'allora Roma, fu probabilmente abbandonata e dimenticata alla fine del IX secolo.
I ruderi furono riscoperti nel 1857 da Lorenzo Fortunati, che in seguito cedette la direzione degli scavi alla Pontificia commissione di archeologia sacra.

## Descrizione dell'edificio
Era una basilica a tre navate (circa 36 × 21 m) con l'abside a ovest e un nartece a est. Fu completata intorno al 470 e consacrata al martire Stefano. La navata centrale era separata dalle navate laterali da otto colonne, ciascuna con capitelli corinzi, probabilmente in una costruzione ad arcate. L'edificio è paragonabile alla basilica di San Vitale a Roma, che è un po' più antica.
Nella metà occidentale della navata centrale è stata rinvenuta una schola cantorum con ambone. L'altare al centro dell'abside conteneva probabilmente delle reliquie visibili attraverso una fenestella confessionis sui lati larghi. Dalla navata destra si accedeva a un annesso che era adibito a battistero con fonte battesimale. Si dice che il portico e alcune colonne del nartece siano stati prelevati dalle antiche ville presenti nelle vicinanze.

## Mausoleo
Come hanno dimostrato gli scavi, sotto la schola cantorum esisteva un mausoleo di epoca precristiana, che nel V secolo fu utilizzato come camera funeraria.